# Владимировка (Любинский район)
Влади́мировка — деревня в Любинском районе Омской области. Входит в состав Веселополянского сельского поселения.

## История
Основана в 1895 году. В 1928 году деревня состояла из 115 хозяйств, основное население — латыши; входила в состав Капустинского сельсовета Любинского района Омского округа Сибирского края.

## Население
| 2010 |
| ---- |
| 48   |

## Улицы
- ул. Дорофеевка,
- ул. Зеленовка,
- ул. Центральная.